# Ŋ̣
Cette page contient des caractères spéciaux ou non latins. S’ils s’affichent mal (▯, ?, etc.), consultez la page d’aide Unicode.
 (novembre 2022).
Si vous disposez d'ouvrages ou d'articles de référence ou si vous connaissez des sites web de qualité traitant du thème abordé ici, merci de compléter l'article en donnant les références utiles à sa vérifiabilité et en les liant à la section « Notes et références ».
L’eng point souscrit (majuscule : Ŋ̣, minuscule : ŋ̣) est une lettre supplémentaire de l'alphabet latin utilisée dans la description linguistique du same d’Inari. Elle est composée d’un eng ‹ ŋ › diacrité d’un point souscrit.

## Représentations informatiques
L’eng point souscrit peut être représenté avec les caractères Unicode suivants, :
| formes    | représentations | chaînes de caractères | points de code | descriptions                                           |
| --------- | --------------- | --------------------- | -------------- | ------------------------------------------------------ |
| capitale  | Ŋ̣               | Ŋ◌̣                    | U+014A U+0323  | lettre majuscule latine eng diacritique point souscrit |
| minuscule | ŋ̣               | ŋ◌̣                    | U+014B U+0323  | lettre minuscule latine eng diacritique point souscrit |